# Demotispa florianoi
Demotispa florianoi es una especie de insecto coleóptero de la familia Chrysomelidae.
Fue descrita científicamente en 1942 por Bondar.